# Hadroconus
Hadroconus là một chi ốc biển, là động vật thân mềm chân bụng sống ở biển trong họ Seguenziidae.

## Các loài
Các loài trong chi Hadroconus gồm có:
- Hadroconus altus (Watson, 1879)[2]